# Teatr Muzyczny w Karlinie

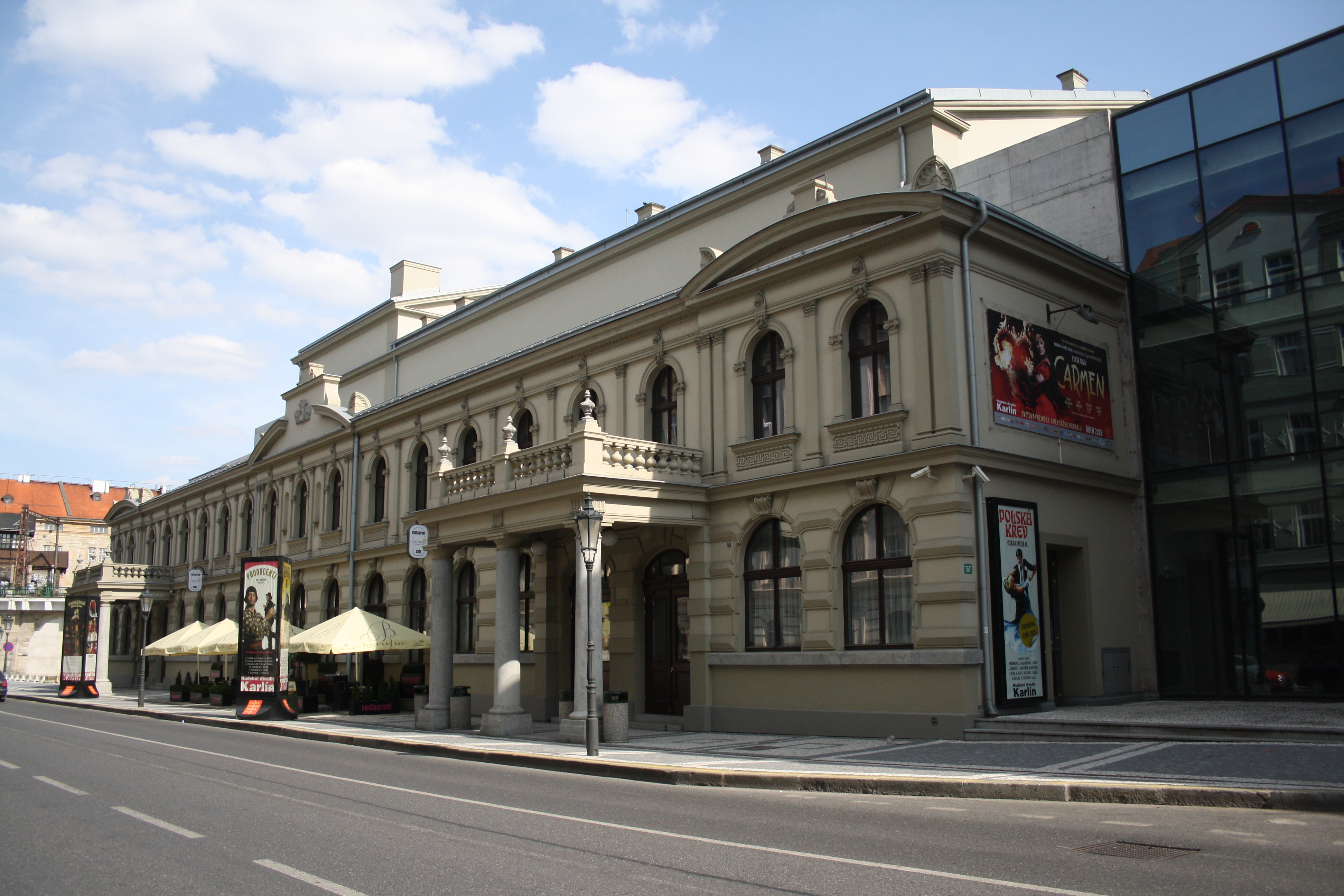
Budynek teatru (Praga)

Teatr Muzyczny w Karlinie (cz. Hudební divadlo Karlín, Hudební divadlo v Karlíně) – praski teatr. Zajmuje się produkcją musicalu i operetki. 